# Tom Thomson
Tom Thomson, właśc. Thomas John Thomson (ur. 5 sierpnia 1877 w Claremont, zm. 8 lipca 1917) – kanadyjski malarz, pejzażysta. Często malował krajobrazy w Algonquin Provincial Park.
Zginął w zagadkowych okolicznościach na jeziorze Canoe Lake w Algonquin Provincial Park). Kojarzony z Grupą Siedmiu, choć formalnie nie był jej członkiem.

## Życiorys
Tom Thomson urodził się w rodzinie o szkockich korzeniach jako szóste z dziesięciorga dzieci. Wychowywał się na farmie w Leith w pobliżu Owen Sound. Nauczył się gry na różnych instrumentach oraz rysowania i malowania. Później zapisał się do Canada Business College w Chatham (jego nazwisko widnieje na liście słuchaczy z 1902), po czym uczęszczał do prowadzonej przez jego najstarszego brata George’a i przyjaciela, F.L. McLlarena uczelni Acme Business College w Seattle (w 1903). W Seattle Thomson otrzymał posadę rytownika w firmie zajmującej się sztuką użytkową; była to jego pierwsza praca. W Seattle chciał osiąść na stałe, ale nieudane plany matrymonialne względem pisarki Alice Elinor Lambert sprawiły, iż zmienił zamiar i powrócił do Kanady postanawiając zostać artystą. W 1906 zapisał się na wieczorowe kursy artystyczne w Central Ontario School of Art and Design w Toronto. W 1909 rozpoczął pracę w Grip Limited, firmy zajmującej się sztuką użytkową, a w 1912 przeniósł się do Rous and Mann Press Limited. Miał już za sobą pierwsze szkice, sporządzone w puszczy w Algonquin Provincial Park, którą odwiedził rok wcześniej. W Rous and Mann, a następnie w Arts and Letters Club w Toronto Thomson spotkał członków przyszłej Grupy Siedmiu. W budynku Studio Building dzielił atelier z A.Y. Jacksonem i Franklinem Carmichaelem.
Koncepcje artystyczne Thompsona wywarły ważny wpływ na twórczość malarzy Grupy Siedmiu. Samemu Thomsonowi nie było dane stać się członkiem tego ugrupowania. Utonął latem, 8 lipca 1917 roku, pływając łódką po jeziorze Canoe Lake. Jakkolwiek jego śmierć była przyczyną wielu spekulacji, jakoby zginął w tajemniczych okolicznościach (sugerowano samobójstwo, zabójstwo), żadne z tych twierdzeń nie znalazło potwierdzenia. Pozostało po nim ok. 50 płócien i ponad 300 szkiców. Przedwczesna śmierć uczyniła z niego symbol malarstwa kanadyjskiego.

## Twórczość

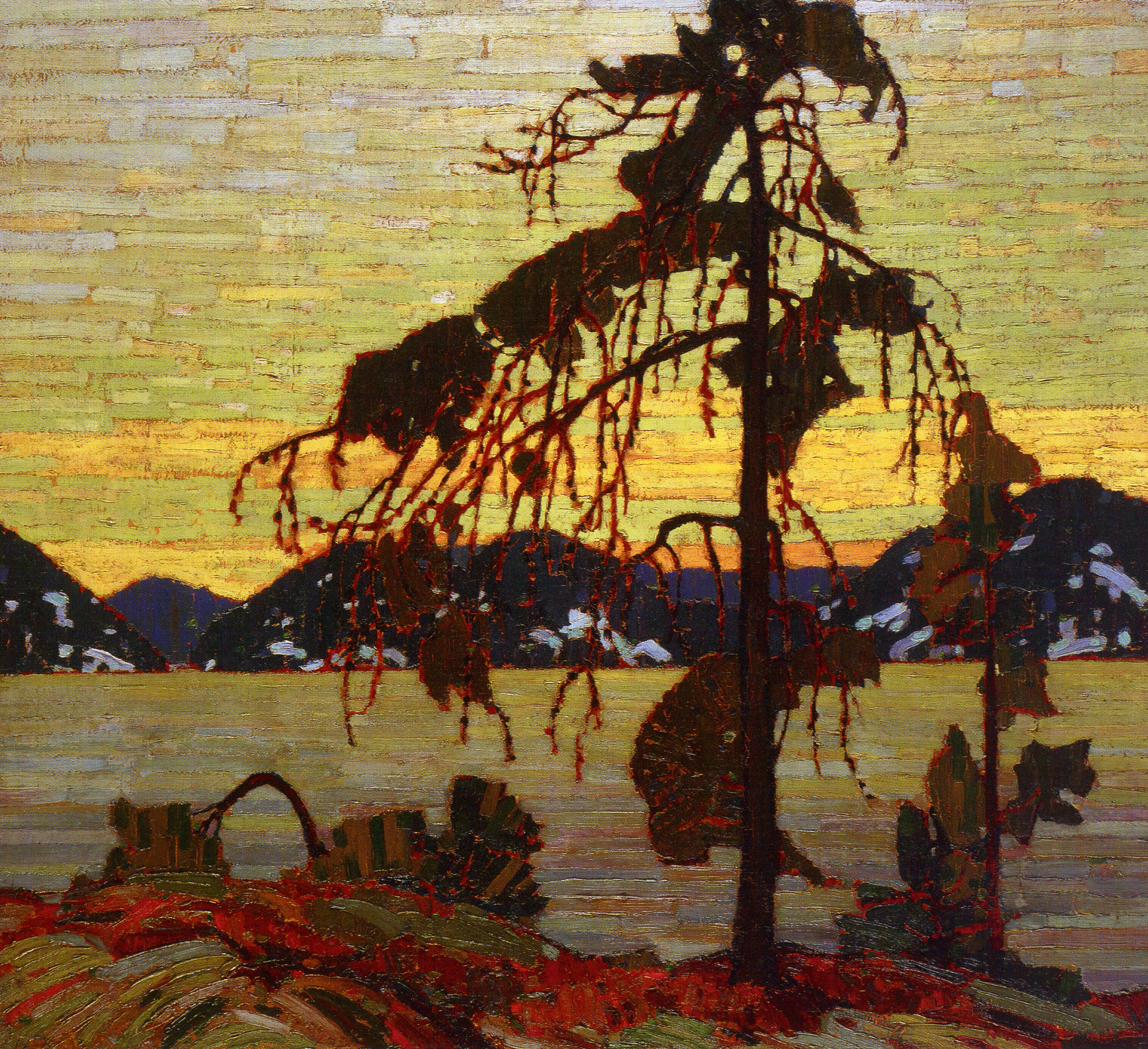
Ważne dzieło artysty, Sosna Banksa, 1916, National Gallery of Canada

Thomson zaczął malować w 1911, a w 1913 (przy wsparciu dr James MacCalluma) stał się pełnoetatowym artystą. W 1911 po raz pierwszy odwiedził Algonquin Provincial Park. Pracował tam szkicując głównie wiosną lub latem, zimą natomiast, w Toronto, malował na podstawie szkiców obrazy.
Pod koniec 1915 jego malarstwo pejzażowe zaczęło bardziej opierać się na wyobraźni. Artysta często poszukiwał naturalnych motywów odpowiadających jego wcześniejszym wyobrażeniom, lub malował pejzaże z pamięci w swoim studio w Toronto. Przykładem jego doświadczeń w tym względzie jest obraz Sosna Banksa (Jack Pine) z lat 1916–1917, przedstawiający drzewo ze stylizowanymi gałęziami i odznaczający się płaskimi powierzchniami o wyrazistej kolorystyce. Wiele szkiców oraz sporządzonych na ich podstawie obrazów Thomsona znajduje się w posiadaniu National Gallery of Canada (Ujście rzek: szkic do wiosennego lodu, 1915; Wiosenny lód, zima 1915–1916).
Malarstwo pejzażowe Toma Thomsona dało trwały obraz północnego Ontario. Jego sztuka zarówno odzwierciedlała, jak i wzmacniała rozwijające się poczucie kanadyjskiej świadomości narodowej.